# Vicomté de Léon
Pour les articles homonymes, voir Léon.
 (février 2022).
Motif : Une nouvelle mise en forme de la liste des vicomtes pour plus d'intelligibilité.

Armes du pays de Léon

La vicomté de Léon, dans le nord-ouest de la Bretagne, a existé depuis au moins le milieu du XIe siècle et a disparu à la fin du XIIIe siècle. Son territoire était plus vaste que celui de l'ancien évêché de Léon. Il débordait alors de l'évêché à l’est de Morlaix et s’étendait au sud sur le pays de Daoulas, la presqu'île de Crozon et même sur des territoires à l’ouest de Quimper.
La partition de 1179 a donné un vaste apanage au profit d'une branche cadette, formant ainsi la seigneurie de Léon.

## Liste des vicomtes de Léon
La liste des vicomtes de Léon est très incertaine ; on dispose de plusieurs généalogies manuscrites, mais parfois contradictoires.
Vers 824, le roi Louis le Pieux organise une expédition contre un chef breton dénommé Guyomarch, sans doute un ancêtre des vicomtes de Léon, dont plusieurs se prénommèrent par la suite Guyomarch.
N.B. : Seuls Even Le Grand, avec peut-être son fils, et, bien plus tard, Hervé II ont porté le titre de comte. Tous les autres se sont intitulés vicomtes.
On peut proposer la liste suivante, forcément incomplète, les premiers vicomtes de Léon restant inconnus :
- Le mythique comte Even (ou Neven), souvent surnommé "Even le Grand" en raison de ses victoires contre les Normands, en particulier à Runeven en Plouider en 936, serait né vers 900 ; la tradition en fait le fondateur de Lesneven. Dom Morice en fait le père de Guyomarch Ier, comte de Léon et de Hamon, vicomte de Léon, au début du XIe siècle et le cartulaire de Landévennec le cite comme donateur dans deux actes concernant les paroisses de Lanrivoaré et Lanneuffret[5]. (Un certain Alain est aussi juste cité comme père de Guyomarch Ier de Léon.) Il serait aussi le père de Morvan, vicomte de Léon, qui aurait vécu vers 1050 et serait le père d'Ehuarn[6]. Le comte Even tient sa cour au château de Brest. Sa fille, Azénor, fera l’objet d’une légende qui, bien plus tard, fera qu’on donne son nom à l’une des tours du château.
- Peut-être Alain Ier de Léon, père de Guyomarch Ier.
- Guyomarch Ier, actif en 1021-1055, fils d'Even ou d'Alain.
  - Morvan, mentionné en 1031/1055 avec Guyomarch Ier, père d'Ehuarn. Selon Joëlle Quaghbeur, Morvan et Ehuarn appartiendraient à la famille du Faou[7],[8].
- Alain II de Léon, fils aîné de Guyomarch Ier.
  - Ehuarn[9], qui aurait possédé Châteaulin, le Faou et la Roche-Morvan. Selon Joëlle Quaghebeur cet Ehuarn (IIe) est en fait, un « vicomte de Cornouaille » c'est-à-dire un vicomte du Faou qui avait une épouse du lignage de Léon[7],[8].
- Guyomarch IIe de Léon, tué en 1103 par ses sujets (sa mort est relatée dans le Chronicon Britannicum). Il aurait participé à la première croisade entre 1096 et 1101.
- Hervé Ier de Léon, son fils, aurait aussi participé à la première croisade et fondé le prieuré Saint-Martin de Morlaix le 3 mars 1128 dont la charte de fondation a été conservée.
- Guyomarch IIIe de Léon, décédé vers 1157. Son nom apparaît dans la charte de fondation du prieuré Saint-Melaine de Morlaix (vers 1149-1157).

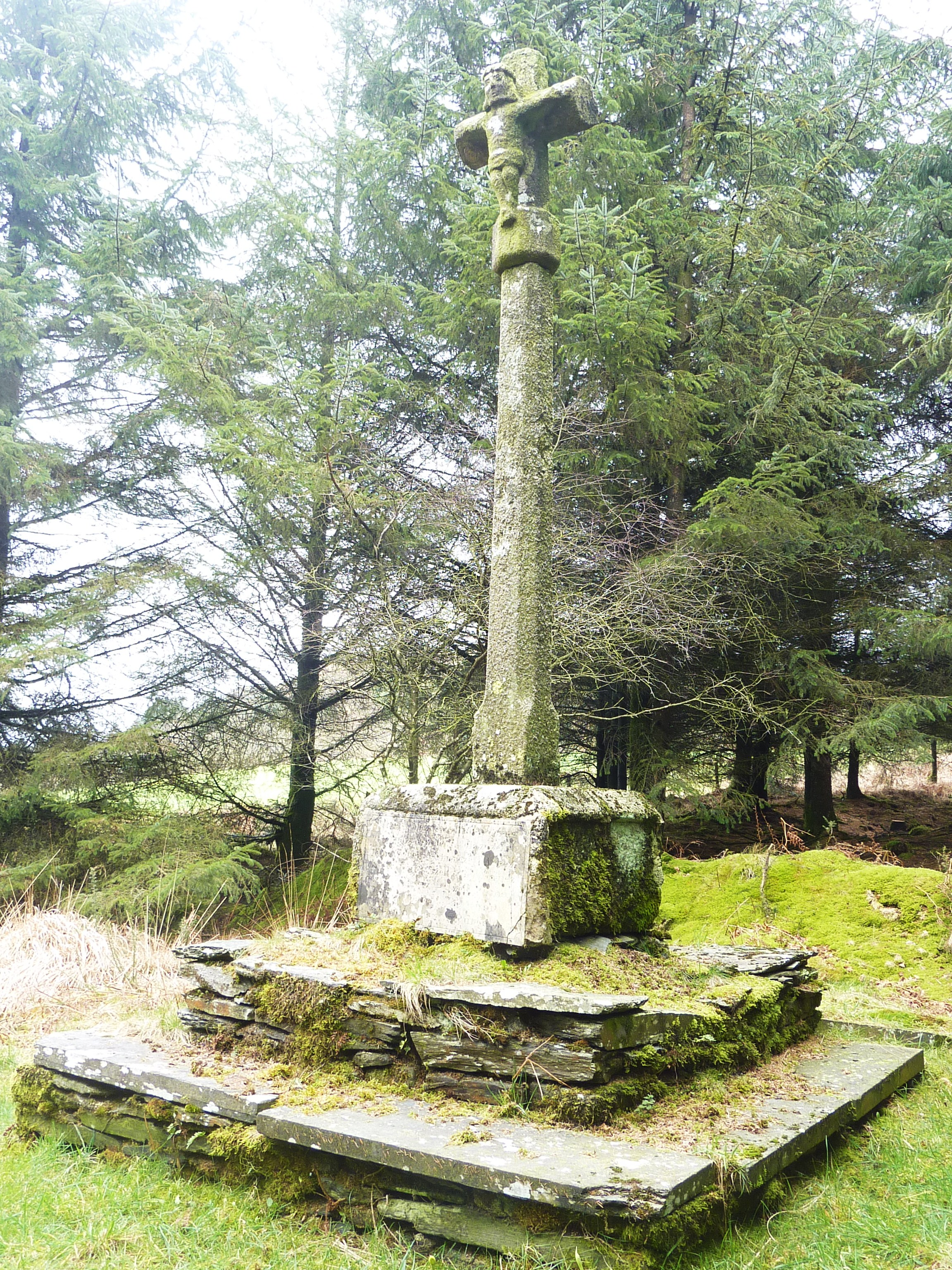
La Croix de Croas Melar en Commana commémore la bataille circa 1170 au cours de laquelle Guyomarch IVe, vicomte de Léon fut fait prisonnier

- Hervé IIe de Léon, mort vers 1169, fut l'époux d'une fille naturelle d'Étienne de Blois, prétendant au trône d'Angleterre, rival d'Henri II «Plantagenêt». Il est présent à l'assemblée d'Oxford en 1139 pour y défendre les droits de son beau-père et obtient momentanément le titre de Earl of Wiltshire, mais doit quitter l'Angleterre en 1141 sans rien y conserver. Blessé, il serait devenu borgne en 1163. Le pape Adrien IV lui confère le titre de comte en 1156 (mais ce titre ne sera pas conservé par ses descendants) et affranchit l'abbaye de Saint-Mathieu en 1157 de toute servitude. Un document de 1163 le montre seigneur de Lesquélen[10] en Plabennec où se voit encore aujourd'hui la motte féodale. Il est, ainsi que son fils Guyomarch, capturé par le vicomte du Faou en 1163 (blessé, il serait alors devenu borgne) et tous deux sont emprisonnés dans la forteresse de Châteaulin. Ils furent délivrés par un autre fils d'Hervé IIe, l'évêque Hamon de Léon, aidé des troupes de Conan IVe de Bretagne et le vicomte du Faou, ainsi que son fils et son frère, furent enfermés dans le château de Daoulas où ils moururent de faim et de soif.
- Guyomarch IVe de Léon, mort en 1179, fut un adversaire résolu d'Henri II d'Angleterre, mais fut battu en 1167 par ce dernier et dut se soumettre. Il chasse son frère Hamon du siège épiscopal de Saint-Pol-de-Léon, mais est battu et fait prisonnier près de Commana en 1169 ou 1170 par le duc Conan IVe qui soutient Hamon, finalement tué par son neveu Guyomarch IVe de Léon en 1171. Ce dernier finit par accepter l'autorité de Geoffroy IIe, nouveau duc de Bretagne en raison de son mariage avec Constance de Bretagne et fils d'Henri II d'Angleterre. Entre 1167 et 1171, il fonde (ou peut-être refonde), avec son épouse Nobilis (dite "Nobile"), l'abbaye de Daoulas pour expier, en créant une fondation, le meurtre de son oncle. En 1179, à la mort de Guyomarch IVe de Léon, qui s'était soumis au pouvoir ducal quelque temps auparavant, Henri II confisque les terres du vicomte. À la suite de la confiscation de Morlaix par le duc Geoffroy «Plantagenêt», les deux fils de Guyomarch IVe, Guyomarch Ve de Léon et Hervé Ier de Léon (seigneur de Léon), récupèrent leur héritage. Guyomarch Ve de Léon reçoit les châtellenies de Lesneven, Brest, Saint-Renan et du Conquet ainsi que le titre de vicomte. Hervé Ier de Léon (seigneur de Léon), lui, reçoit les terres de Landerneau et de Daoudour, ainsi que la seigneurie de Coat-Méal. En tant que juveigneur, c'est-à-dire cadet apanagé, Hervé doit se contenter du titre de seigneur de Léon, titre qu'il transmet à ses héritiers de cette branche cadette de la famille de Léon, qui s'installe dans le château de La Roche-Maurice.

- Guyomarch Ve de Léon, mort vers 1210, ne contrôle plus qu'une partie du Léon, perdant entre autres le contrôle de Morlaix, en raison de l'opposition de son père au roi Henri II d'Angleterre, contre qui il se bat, réussissant, avec l'aide de son frère Hervé, à reprendre le contrôle de la ville ainsi que de Châteauneuf-du-Faou, en 1186. Il finit toutefois par accepter l'autorité de Geoffroy IIe de Bretagne. En 1196, il soutient Constance de Bretagne, veuve de Geoffroy IIe «Plantagenêt», et son fils le duc Arthur qu'il accueille à Brest. Il est présenté parfois comme un personnage brutal et cynique. C'est probablement lui qui a fait construire le donjon du château de la Roche-Maurice.
- Conan Ier de Léon (dit "le Bref"), décédé avant 1231, fut capturé, ainsi que Arthur, Ier duc de Bretagne en 1202 alors qu'ils assiégeaient Mirebeau où était réfugiée Aliénor d'Aquitaine, grand-mère du duc Arthur, mais qui soutenait son fils le roi Jean sans Terre dans la revendication du trône d'Angleterre laissé vacant par le décès du roi Richard cœur de Lion en 1199. Emprisonné au château de Chinon, il est libéré en juin 1205 par les troupes du roi Philippe Auguste. Entre 1214 et 1216, le Léon est envahi par Pierre de Dreux, dit Mauclerc, qui conquiert Lesneven en 1216. La rébellion menée par de nombreux nobles bretons et à laquelle participe Conan "le Bref", est matée lors de la bataille de Châteaubriant en 1222, et ces nobles doivent accepter Pierre Mauclerc, époux d'Alix de Thouars, héritière du duché, comme nouveau duc de Bretagne. Conan Ier avait épousé la sœur (dont le nom reste inconnu) d'Alain, comte de Goëlo et héritier de la Penthièvre.
- Guyomarch VIe de Léon, mort vers 1239, a peut-être participé à la bataille de Bouvines et à la révolte de 1222 contre Pierre Mauclerc, Ier de Bretagne. En 1231, par défi à l'encontre du duc Pierre Mauclerc, soutenu par le roi Henri III d'Angleterre, il fait hommage de tous ses fiefs au roi Louis IX, mais rend hommage à Jean Ier le Roux, nouveau duc de Bretagne, en 1237, mais ne tarde pas à entrer en guerre contre lui.
- Hervé IIIe de Léon (vers 1239 - vers 1265) cède en mars 1240 Brest (la ville, le port et le château) au duc de Bretagne; son épouse est Margelie. Le castellum (château) de Quimperlé est incendié en 1241 par un membre de sa famille, dénommé Hervé de Léon.
- Hervé IVe de Léon (avant 1271 -après 1298) gaspilla en quelques années tous les biens de sa famille, cédant par exemple en 1274 le Conquet pour 1500 livres, les péages de Saint-Mathieu en août 1275, Plouarzel et Plougonvelin la même année, Saint-Renan, le manoir de Damani et toutes ses propriétés subsistantes dans les trois évêchés de Léon, Tréguier et Cornouaille en octobre 1276 au duc Jean Ier le Roux. Il s'était marié en 1265 avec Catherine de Laval, qui obtient des compensations financières de la part du duc de Bretagne en 1281, puis en 1306. Elle est alors qualifiée de « jadis vicomtesse de Léon »[11].
- Amé de Léon, « fille jadis Hervé vicomte de Léon »[12], obtient elle aussi des compensations financières en 1298 pour renoncer définitivement à ses droits sur la vicomté de Léon. Elle a épousé Prigent de Coëtmen, vicomte de Tonquédec. Elle meurt sans avoir eu d'enfants ; c'est Rolland de Dinan, un de ses petits-cousins, fils de Geoffroy de Dinan et petit-fils d'un homonyme Rolland de Dinan, marié avec une autre Amé qui était la sœur de Hervé IVe de Léon[13].

Le lignage des vicomtes de Léon disparaît donc à la fin du XIIIe siècle, le duc Jean IIe cède un temps la vicomté à son fils puîné Pierre de Bretagne qui en raison de ses dettes la revend à son frère aîné Arthur, IIe duc de Bretagne en 1293. Par contre, la seigneurie de Léon, issue de la branche cadette, passe aux mains de la famille de Rohan en 1363, dont les descendants s'attribuent le titre de "Prince de Léon" à partir de 1530.

## La partition de la vicomté de Léon
Entre 1154 et 1189, Henri II «Plantagenêt» règne sur la Normandie, le comté d'Anjou et l'Angleterre. De par son mariage avec Aliénor d'Aquitaine, il contrôle aussi l'Aquitaine. La Bretagne se trouve au centre de cet immense territoire. Les vicomtes de Léon font face à l'emprise des Plantagenêts et se révoltent sans succès au moins six fois à partir de 1167. À chaque révolte, Henri II d'Angleterre vient en personne ou délègue son armée pour mater le comte de Léon. En 1180, le combat est définitivement perdu et la vicomté de Léon est démantelée.
Guyomarch IV de Léon, qui s'est rebellé en 1177 et 1179, se trouve définitivement soumis par le duc Geoffroi II de Bretagne qui confisque le Léon, à l’exception de deux paroisses, et le démembre au profit de son fils Guyomarch V de Léon alors qu'il garde Hervé de Léon en otage. Guyomarch IV de Léon s'engage à partir en Terre Sainte mais il meurt en septembre 1179. 
Ses deux fils, Guyomarch V de Léon et Hervé Ier de Léon, récupèrent leur héritage. Guyomarch V de Léon reçoit les châtellenies de Lesneven, Brest, Saint-Renan et Le Conquet ainsi que le titre de vicomte. Hervé de Léon, lui, reçoit les terres de Landerneau et de Daoudour (de Landivisiau jusqu'à Penzé), ainsi que la seigneurie de Coat-Méal et tous les domaines que possédait la maison de Léon en Cornouaille, c'est-à-dire les seigneuries de Daoulas, de Crozon, du Porzay et de Quéménet-Even. 
En tant que juveigneur, c'est-à-dire cadet apanagé, Hervé doit se contenter du titre de seigneur de Léon, qu'il transmet à ses héritiers.
Les vicomtes de Léon vont donc continuer à contrôler Brest et Lesneven, mais pas Morlaix qui devient une ville ducale. Le duc de Bretagne Jean Ier le Roux s'empare de Lesneven en 1216 et de Brest en 1240, provoquant la disparition de la branche aînée des vicomtes de Léon. En revanche, malgré quelques vicissitudes, la branche cadette parvient à se maintenir autour de son fief de la Roche-Maurice pendant 8 générations (de Hervé Ier à Hervé VIIIe). Vers 1240 elle se révolte et tente de contrer l'avancée du duc de Bretagne en Léon. Le château de la Roche-Maurice est probablement alors détruit.
« La condition des vassaux des seigneurs était rude (...). Par exemple ceux du vicomte de Léon et de la terre de Rivelen, que l'on appelait "taillis et serfs", estoient obligés de demeurer an et jour [un an et un jour], les uns à Lesneven, les autres à Chasteaulin (Châteaulin) pour rendre à leur seigneur tous les services qu'il lui plairait d'exiger » s'ils voulaient s'affranchir.